# Glypturus acanthochirus
Glypturus acanthochirus is een tienpotigensoort uit de familie van de Callianassidae. De wetenschappelijke naam van de soort is voor het eerst geldig gepubliceerd in 1866 door Stimpson.